# Улица Пунане
У́лица Пу́нане (эст. Punane tänav — Красная улица) — улица в Таллине, столице Эстонии.

## География
Расположена в районе Ласнамяэ. Проходит через микрорайоны Юлемисте, Сыямяэ, Паэ и Лаагна. Начинается у перекрёстка с улицей Паэ, пересекается с улицами Юхана Смуула, Варраку, Куули и Таэвакиви и заканчивается на пересечении с улицей Мустакиви.
Протяжённость — 3356 м.

## История
В начале 20-го столетия носила название Красная улица (нем. Rote Strasse) по верхнему маяку Таллина. В то время он был окрашен в красный цвет, и его называли «Красным» маяком. В годы немецкой оккупации называлась нем. Rotstraße.

## Общественный транспорт
По улице проходят маршруты городских автобусов № 7, 13, 31, 35, 44, 50, 54, 55, 58, 65, 66.

## Учреждения и предприятия
- Punane tn 1 — контактный зоопарк «Papagoide Paradiis» («Попугайный рай»).
- Punane tn 6 — баскетбольный зал «Play Arena».
- Punane tn 14A — Клиника боли в животе.
- Punane tn 16B — торговый центр «Idakeskus».
- Punane tn 18 — частная поликлиника «Balneom».
- Punane tn 24 — завод «Kohimo», производитель металлоконструкций.
- Punane tn 29 — детский сад «Suur-Pae».
- Punane tn 36 — акционерное общество Utilitas Tallinn AS (бывшее Tallinna Küte AS), предприятие концерна Utilitas, поставщик теплоэнергии; снабжает теплом две трети Таллина и город Маарду[7].
- Punane tn 43 — ресторан быстрого питания «Hesburger».
- Punane tn 45 — Ласнамяэский легкоатлетический холл.
- Punane tn 46 — магазин торговой сети «Selver».
- Punane tn 48A — Таллиннский продуктовый банк, продовольственный фонд.
- Punane tn 60 — торговый центр «Euromekka».
- Punane tn 61 — поликлиника Lasnamäe Medicum.
- Punane tn 69 — Ласнамяэская музыкальная школа.
- Punane tn 69 — Ласнамяэский бадминтонный холл.
- Punane tn 69 — Школа по интересам Тондираба,
- Punane tn 72А — завод «Avektra Fish & Sea Foods», производитель замороженных пищевых продуктов.

До 2014 года по адресу ул. Пунане 29 работала Эстоно-Американская бизнес-академия.
Рядом с улицей Пунане, у её конечного отрезка, расположен торговый центр «Lasnamäe Centrum» (улица Мустакиви 13).

Улица Пунане
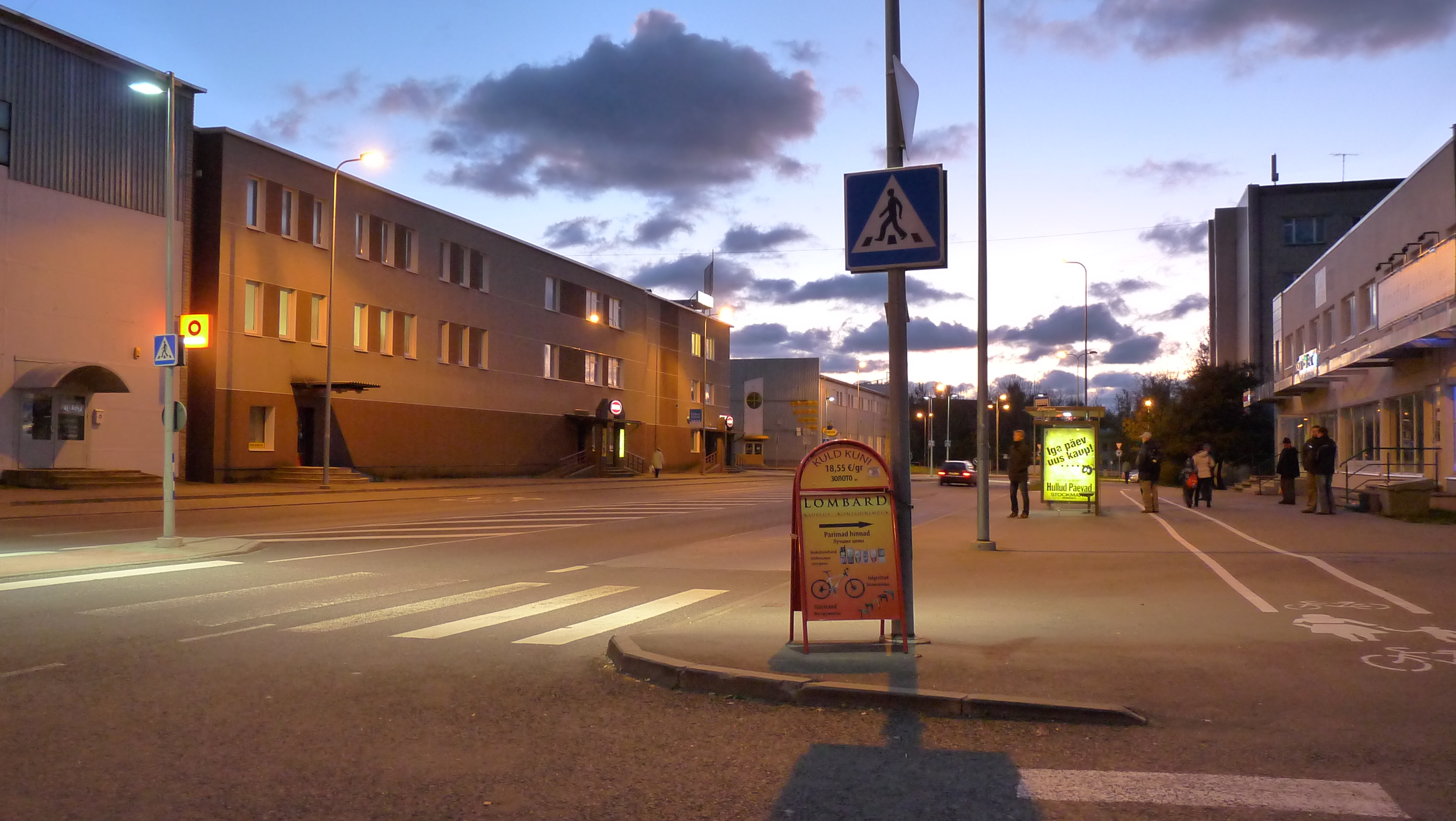
Начало улицы, дома 1 (справа) и 6 (слева)
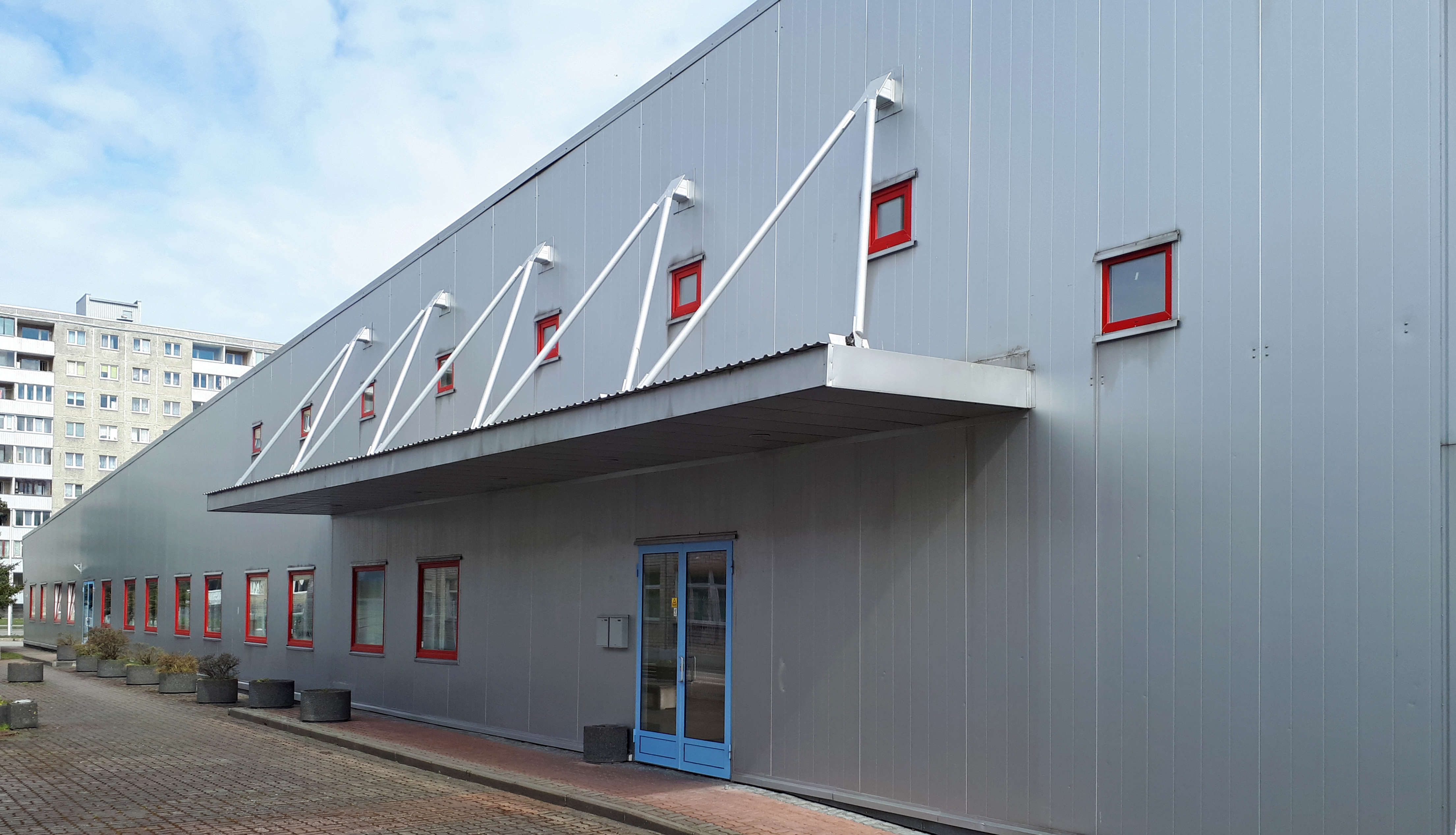
Дом 29А, бывший корпус EABA
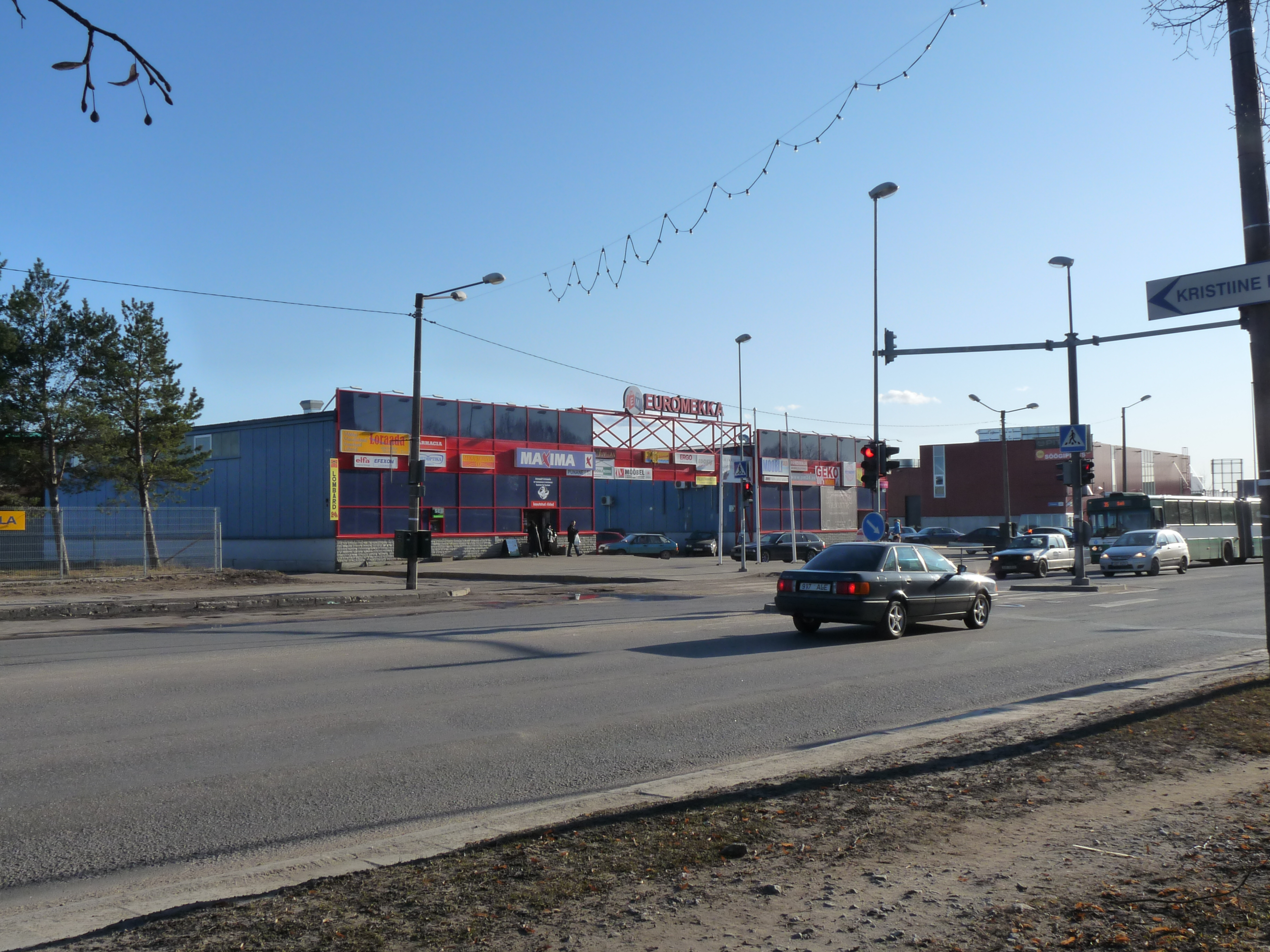
Дом 60, торговый центр «Евромекка»
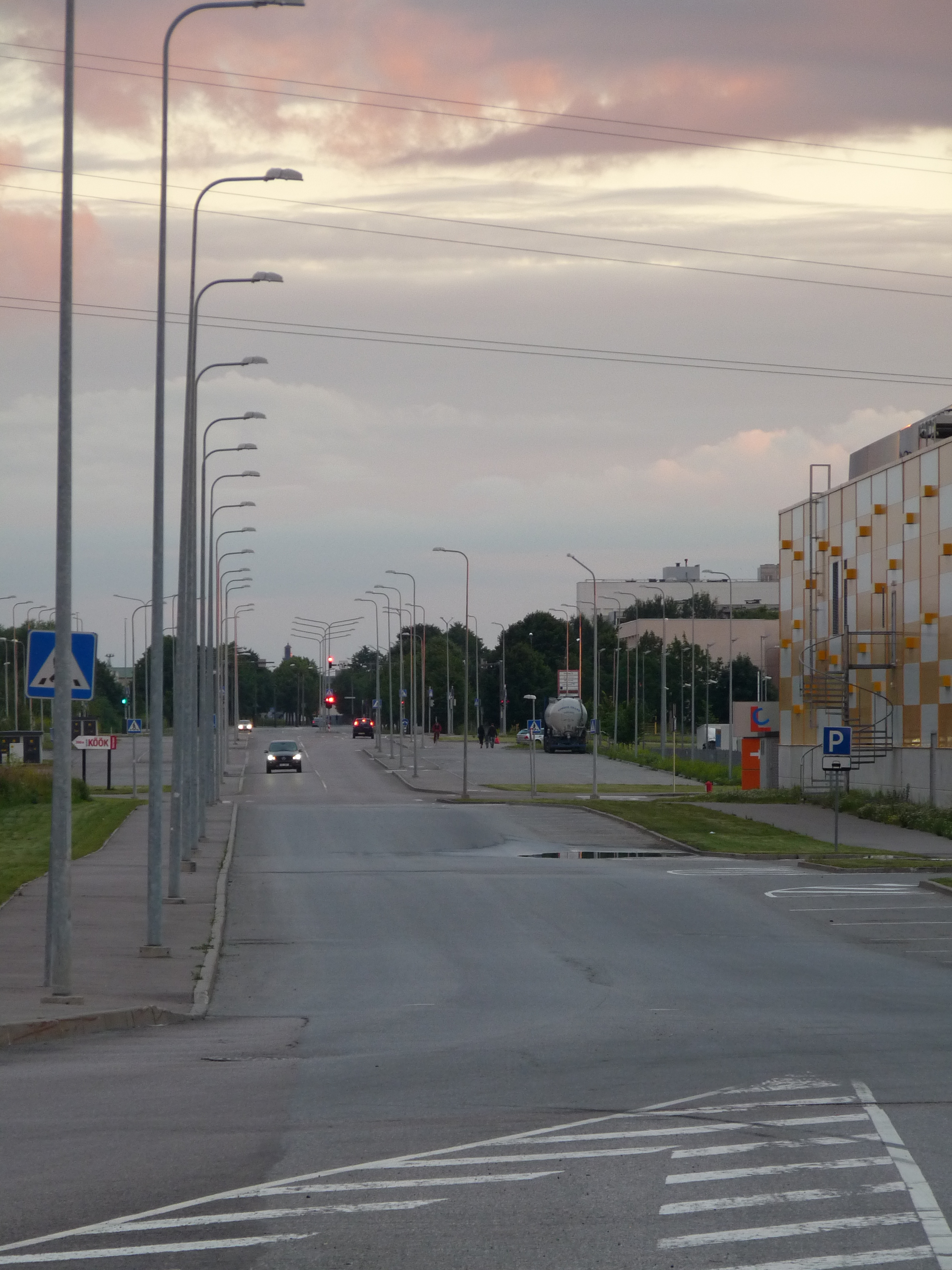
Конечный отрезок улицы